# پروژه ژنوم نئاندرتال
پروژه ژنوم نئاندرتال (انگلیسی: Neanderthal genome project) تلاش گروهی از دانشمندان برای تعیین  توالی‌یابی دی‌ان‌ای ژنوم نئاندرتال (ژنتیک نئاندرتال) است، که در ژوئیه ۲۰۰۶ آغاز شد.
این پروژه توسط ۴۵۴ علوم زیستی، یک شرکت بیوتکنولوژی مستقر در برانفورد، کانکتیکات در ایالات متحده آغاز شد و توسط موسسه انسان‌شناسی تکاملی ماکس پلانک در آلمان هماهنگ شده است. در مه ۲۰۱۰، پروژه پیش‌نویس اولیه ژنوم نئاندرتال (Vi33.16، Vi33.25، Vi33.26) را بر اساس تجزیه و تحلیل چهار میلیارد جفت باز DNA نئاندرتال منتشر کرد. این مطالعه مشخص کرد که ترکیبی از ژن‌ها بین نئاندرتال‌ها و انسان‌های مدرن از نظر آناتومی رخ داده است و شواهدی ارائه کرد که عناصری از ژنوم آنها در انسان‌های امروزی خارج از آفریقا باقی مانده است.